# Iain Sinclair
Iain Sinclair FRSL (Cardiff, Gal·les, 11 de juny de 1943) és escriptor i cineasta britànic. Va estudiar al Trinity College Dublin, Courtauld Institute of Art i a la London School of Film Techinque. Els seus primers treballs van ser en forma de poesia, publicats a la seva pròpia premsa, Albiol Village Press.
La seva obra tracta com a tema principal la ciutat de Londres, i en concret se centra en la psicogeografia, l'entendre el comportament de les persones i les seves emocions a partir dels efectes de l'ambient geogràfic. Alguns dels llibres que ho reflecteix són Lights Out for The Territory: 9 Excursions in the Secret History of London (Granta Books, 1998) i London Orbital: A walk Around the M25 (Penguin UK, 2003) o Hackney, That Rose – Red Empire (Penguin, 2010), que va guanyar el premi Ondaatje. Darrerament s'ha publicat la seva primera traducció al castellà, La ciudad de las desapariciones (Alpha Decay) amb traducció i pròleg de Javier Calvo Perales.